# Sausalitos

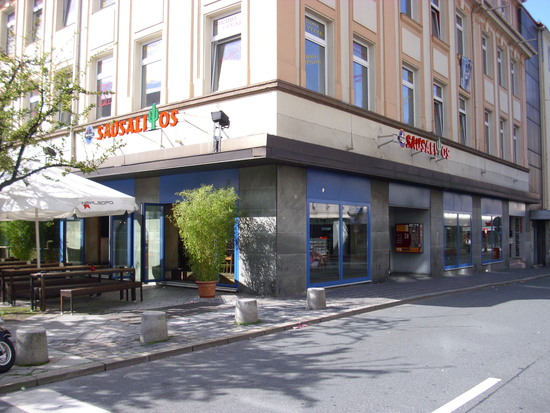
Die Sausalitos-Filiale in der Nürnberger Färberstraße (2010)

Sausalitos ist eine deutsche Restaurant-Kette, die Speisen und Getränke der kalifornisch-mexikanischen Küche (Cal-Mex und Tex-Mex) anbietet.

## Geschichte
Gegründet wurde Sausalitos von dem Ehepaar Gunilla und Thomas Hirschberger. Der Name Sausalitos bezieht sich auf den Ort Sausalito im US-Bundesstaat Kalifornien. Das erste Restaurant öffnete 1994 in Ingolstadt.
2014 verkauften die Gründer das Unternehmen an den Finanzinvestor Ergon Capital. Anfang 2017 gab es 37 Restaurants in Deutschland, zwei Jahre später waren es 43 mit dem Ziel weiterer Expansion, vor allem in Städten mit mehr als 100.000 Einwohnern. Von ehemals 46 Standorten (Januar 2024) sind im Juni 2025 noch 40 Standorte vorhanden.
Im März 2025 stellten die Geschäftsführer Anton Dürrbeck und Michael Werner für verschiedene Gesellschaften der Unternehmensgruppe Insolvenzanträge; Michael Schuster von der Münchner Kanzlei Jaffé Rechtsanwälte Insolvenzverwalter wurde zum vorläufigen Insolvenzverwalter bestellt.

## Konzept
Die Sausalitos-Filialen umfassen in der Regel vier Bereiche: eine Bar, ein Bistro, ein Restaurant sowie eine Terrasse bzw. einen Biergarten. Der optische Auftritt ist geprägt durch den so genannten „Santa-Fe-Stil“. Regelmäßige Partys gehören zum Konzept. Die Speisekarte eines Sausalitos umfasst Gerichte wie Burritos, Fajitas, oder Quesadillas, dazu verschiedene Burger und saisonale Gerichte. Bei den Getränken stehen Cocktails im Vordergrund.